# Ideário Pedagógico de Anísio Teixeira

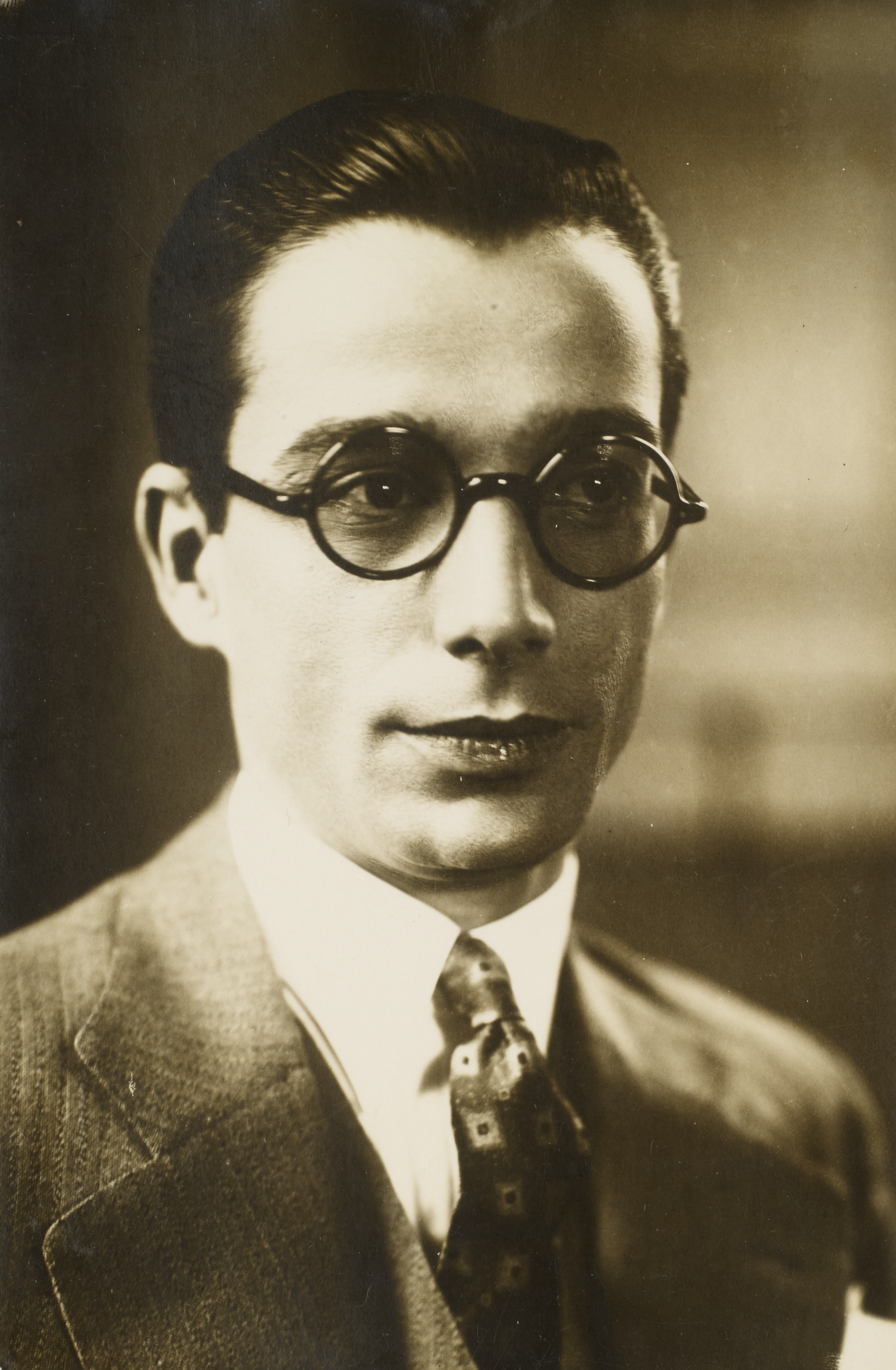
Anísio Teixeira, criador do Ideário Pedagógico.

O Ideário Pedagógico de Anísio Teixeira, também conhecido como ideário pedagógico municipalista, é um livro de registro de saberes arquivado pela Secretaria de Estado de Cultura do Distrito Federal que consta toda a filosofia educacional revolucionária proposta pelo jurista, intelectual, educador e escritor brasileiro Anísio Teixeira entre os anos de 1920 e 1960. Defensor da universalização de uma educação pública, laica, gratuita e obrigatória, esse ideário sobreviveu às transformações sociais e à passagem do tempo e exerce grande influência na atualidade.

## Construção da filosofia
Anísio Teixeira, bacharel em Direito pela Universidade Federal do Rio de Janeiro, iniciou a construção de sua filosofia educacional em 1924, aos 24 anos de idade, quando foi nomeado Inspetor Geral do Ensino da Bahia. No cargo, foi comissionado por lei para realizar estudos de organização escolar na América do Norte, onde chegou em abril de 1927 e ficou por quase um ano. No ano seguinte, voltou para lá, a fim de realizar o seu Master of Arts no Teachers College da Universidade de Columbia, e ficou por mais dez meses. Nessa universidade, Teixeira se inspirou na filosofia educacional de seu professor John Dewey, filósofo americano que afirmava que a educação pública seria o único meio de possibilitar a vida em comunhão, diminuir os efeitos das desigualdades econômicas e proporcionar a igualdade no desenvolvimento profissional de todos os cidadãos.
Ao retornar ao Brasil, ainda como Inspetor Geral do Ensino da Bahia, Anísio Teixeira passou a colocar em prática a teoria de educação norte-americana que havia aprendido em sua temporada nos Estados Unidos e no Canadá. Suas primeiras ações foram defender o ensino público laico e garantir o localismo educacional, ideia correspondente ao que se chama de municipalização do ensino.
O ensino laico, modelo educacional que tira o vínculo da escola com a religião, incumbindo a responsabilidade de ensinamento das práticas religiosas apenas às famílias e às igrejas e deixando a cargo somente do Estado o ensino da moral, embora já fosse consagrado na Constituição Federal Brasileira de 1891, passou a perder forças em grande parte do mundo a partir de 1920, quando o fascismo italiano se aliou à Igreja Católica para combater o liberalismo, o socialismo e o comunismo, que eram seus inimigos em comum. Assim, o ensino religioso foi reintroduzido na Itália e desde então passou a crescer o apoio a medidas desse tipo no Brasil, tendo como precursor desse movimento no país o deputado mineiro Francisco Campos, que mais tarde, em novembro de 1930, passaria a ser o primeiro Ministro da Educação, no governo do presidente Getúlio Vargas, que assinou um decreto que instituia o ensino religioso nas unidades escolares no início do ano de 1931.
Nesse contexto, a renomada professora, jornalista e escritora Cecília Meireles, colaboradora de Anísio Teixeira na Secretaria de Educação do Distrito Federal, redigiu uma crônica que criticava severamente o decreto de instituição do ensino religioso nas escolas assinado pelo presidente Getúlio Vargas. Tal crônica foi publicada no Diário de Notícias do Rio de Janeiro em 2 de maio de 1931, menos de um mês após a promulgação do referido decreto. Também incluída no livro de prosa "Crônicas de Educação" de Cecília Meireles, a crônica dizia o seguinte: "O senhor Getúlio Vargas, assinando o decreto antipedagógico e antissocial que institui o ensino religioso nas escolas, acaba de cometer um grave erro. É preciso que se diga isso com sinceridade. Esse decreto vai ser a porta aberta para uma série de tristes ocorrências. Por ele poderemos chegar até às guerras religiosas. É justamente em atenção aos sentimentos de fraternidade universal que a escola moderna deve ser laica. Laica não quer dizer contrária a nenhuma religião, somente: neutra, isenta de preocupações dessa natureza."
Em relação ao localismo educacional, no segundo ano de sua gestão como Inspetor Geral do Ensino da Bahia, Anísio Teixeira criou a Lei número 1.846, de 14 de agosto de 1925, para reformar a Instrução Pública do Estado da Bahia, secundada pelo Decreto número 4.312/25, para aprovar o Regulamento do Ensino Primário e Normal. Com essa lei, propôs os primeiros Conselhos Municipais de Educação no país, com o objetivo de estimular o desenvolvimento do ensino primário, fiscalizar o serviço escolar do município e propor medidas convenientes à melhor adaptação do ensino às condições locais.
Na mesma lei, foram definidas uma política educacional do governo em relação à administração do ensino primário e uma política de financiamento educacional. A politica educacional para a administração do ensino primário previa uma forma descentralizada de parceria entre estado e município e a política de financiamento educacional previa que a quota da receita municipal atribuída à instrução primária não poderia ser inferior à sexta parte da renda ou receita geral do município, e a instrução primária municipal relativa aos vencimentos do professorado e locação escolar passaria a ser paga no Tesouro do Estado, mediante atestados do exercício do magistério.
Após o regresso ao Brasil, Anísio Teixeira elaborou ainda, por escrito, as Sugestões para Reorganização Progressiva do Sistema Educacional Baiano.  Entretanto, nenhuma dessas sugestões foi implantada por falta de autonomia de execução, fato que levou Anísio a pedir exoneração do cargo de Inspetor Geral do Ensino da Bahia em 1929.
Além de não receber apoio para aplicar essas sugestões, as ideias de Anísio Teixeira sofreram diversas críticas nos meios político, cultural e educacional, e foram, inclusive, veiculadas em jornal. No meio político, o localismo educacional foi severamente criticado, já que os parlamentares alegavam que seria uma forma de incursão do clientelismo eleitoral. Também houve críticas de pensadores e educadores em relação à escola laica, pois esta já estava prevista na Constituição da época e, portanto, não consideravam como algo inovador.
Mesmo assim, Anísio Teixeira se manteve firme no que acreditava e defendia e, antes de se desligar do cargo de Inspetor Geral do Ensino da Bahia, apresentou ao governador do referido estado um estudo intitulado O Ensino no Estado da Bahia 1924 - 1928, inspirado nas ideias de Dewey e no sistema escolar norte-americano.

## Ideais e sua influência atual

### Ideal de obrigatoriedade e gratuidade do ensino primário
Anísio Teixeira começou a colocar seus ideais pedagógicos em prática no fim da década de 1920 após se desligar do cargo de Inspetor Geral do Ensino da Bahia, pois nele não teve apoio para aplicar as Sugestões para Reorganização Progressiva do Sistema Educacional Baiano. Já decidido pela exoneração, apresentou ao governador baiano o estudo O Ensino no Estado da Bahia 1924 - 1928, que foi o pontapé inicial para a execução de suas filosofias educacionais.
Nesse estudo, inspirado nas ideias de Dewey e no sistema escolar norte-americano, Anísio Teixeira denunciava a falta de uma educação pública, a presença de um sistema político autoritário e excludente e a intervenção centralizadora da União nos serviços de ensino que tirava a autonomia dos municípios. Além disso, insistiu que o ensino primário deveria ser a prioridade do governo na gestão da educação e que nele precisaria haver um currículo básico integrado à comunidade local, como noções de literatura pátria, cuidado com o desenvolvimento físico e preservação do meio ambiente. Sua preocupação com o ensino primário se devia, entre outros aspectos, ao fato de que o sistema de ensino baiano da época dava ênfase ao ginásio e à educação superior, com um ginásio oficial luxuoso, vários colégios de ensino secundário, uma faculdade de Direito, uma escola politécnica e uma faculdade de Medicina, enquanto o ensino primário não estava presente em nenhuma unidade escolar pública do estado, nem mesmo na capital Salvador.
Esses e outros preceitos foram incrementados no Manifesto dos Pioneiros da Educação Nova, documento redigido por Fernando de Azevedo e publicado em 1932 que foi elaborado por Anísio Teixeira, que na época era diretor do Departamento de Educação da Capital da República, juntamente com os educadores Sampaio Dória, Lourenço Filho, Hermes Lima e Paschoal Leme. Feito com o objetivo de lutar pela democratização do ensino, esse manifesto teve muita repercussão e serviu de base para a criação do capítulo de educação da Constituição Brasileira de 1934 e do Plano Geral de Educação Nacional de então.

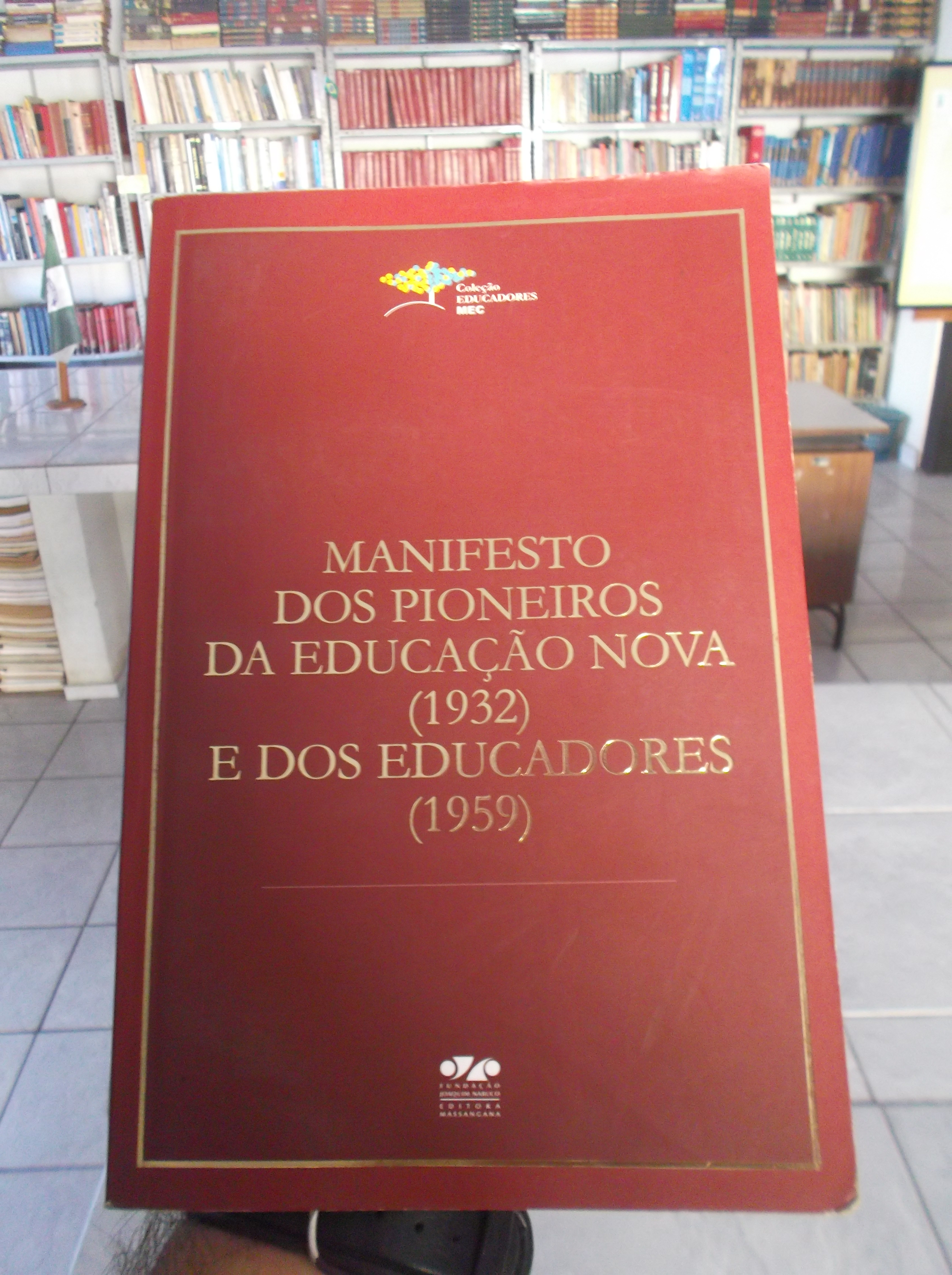
Exemplar do "Manifesto dos Pioneiros da Educação Nova", livro que contém muitos dos ideais pedagógicos de Anísio Teixeira.

Assim, na Constituição de 1934 ficaram estabelecidos princípios educacionais democráticos como a obrigatoriedade e a gratuidade do ensino primário, o direito de todos à educação, a obrigatoriedade do ensino gratuito e a instituição da unidade, descentralização e autonomia dos serviços de ensino público. Entretanto, tais conquistas foram suprimidas na Constituição de 1937, aprovada pelo então presidente Getúlio Vargas na fase mais autoritária de seu governo, o chamado Estado Novo. Nesse ínterim, Anísio Teixeira teve que se exilar com sua família no interior da Bahia por dez anos. Mais tarde, porém, a democratização do ensino foi retomada na Constituição de 1946, um ano após a saída de Vargas da presidência da República.

### Ideal de progressão escolar conforme a progressão da idade
No estudo O Ensino no Estado da Bahia 1924 - 1928, Anísio Teixeira propôs, ainda, critérios para avaliação, repetência e evasão escolar. Ele defendia que nenhum aluno do ensino primário reprovasse, mas que progredisse em graus à medida em que progredisse em idade, sendo avaliado constantemente. O educador embasava tal ideia no fato de que a repetência só gerava mais custos para o governo e ainda estimulava a evasão escolar.
Quase 70 anos depois, esse ideal, conhecido como progressão continuada, foi instituído no artigo 32 da atual Lei de Diretrizes e Bases da Educação, a Lei número 9 394, de 20 de dezembro de 1996, da seguinte forma: “os estabelecimentos que utilizam progressão regular por série podem adotar no ensino fundamental o regime de progressão continuada, sem prejuízo da avaliação do processo de ensino-aprendizagem, observadas as normas do respectivo sistema de ensino”.

### Ideal de democracia através da educação pública
Outros ideais democráticos de educação foram propostos por Anísio Teixeira quando ele se tornou secretário de educação e saúde da Bahia e elaborou o Anteprojeto de Lei Orgânica de Educação e Cultura do Estado em outubro de 1947 e depois quando assumiu o cargo de Diretor do Instituto Nacional de Estudos Pedagógicos e nele publicou vários artigos na Revista Brasileira de Estudos Pedagógicos entre 1952 e 1961. 

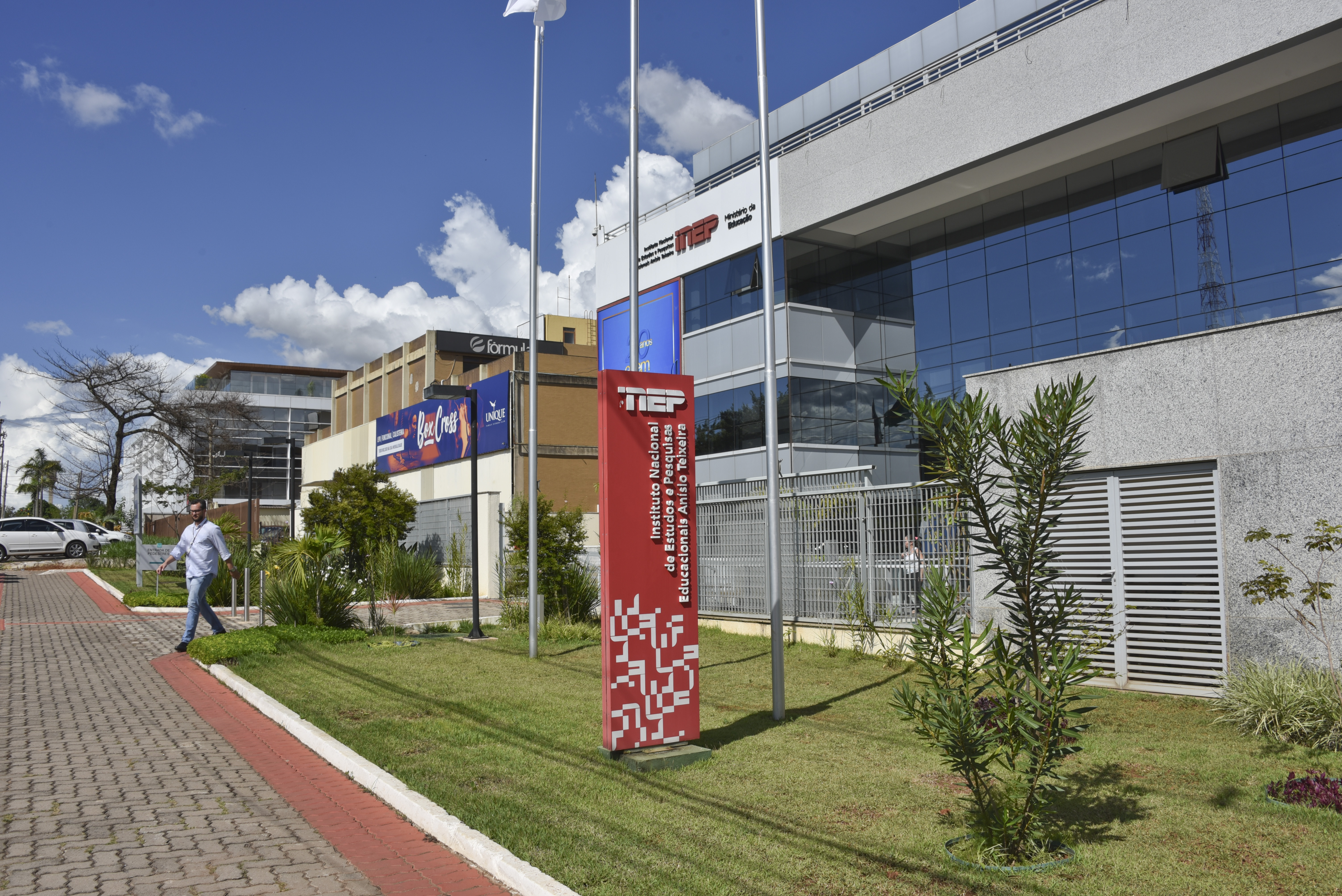
O Instituto Nacional de Estudos Pedagógicos onde Anísio Teixeira trabalhou como diretor, que hoje leva seu nome como homenagem póstuma.

O Anteprojeto de Lei Orgânica de Educação e Cultura do Estado da Bahia previa, entre outros aspectos, a instituição de um Fundo de Educação com recursos provenientes das dotações orçamentárias do estado e dos municípios, mas o anteprojeto só foi aprovado após a saída de Anísio Teixeira da Secretaria Estadual de Educação e Saúde da Bahia e funcionou apenas como um plano de cargos, carreiras e salários. Mesmo assim, no cargo, Teixeira conseguiu incluir na Constituição do Estado da Bahia, de 1947, a criação do Conselho Estadual de Educação e Cultura, a fim de que os rumos da educação fossem definidos pela sociedade, e não pelo estado.
Já como Diretor do Instituto Nacional de Estudos Pedagógicos, posto que assumiu entre 1952 e 1961, Anísio Teixeira propôs suas filosofias por meio dos mais de vinte trabalhos que publicou na Revista Brasileira de Estudos Pedagógicos e conseguiu que muitas delas fossem executadas. Anísio apresentou muitos desses artigos em grandes conferências e congressos da área educacional, tanto nacionais como internacionais, o que o fez ser mais reconhecido e ganhar mais influência para que seus ideais fossem aplicados. As filosofias defendidas nesses trabalhos e eventos diziam respeito à democracia através da educação pública e a municipalização do ensino.
Anísio Teixeira defendeu seu ideal de democracia através da educação pública no artigo intitulado O processo democrático de educação, no I Congresso Estadual de Educação de Ribeirão Preto em setembro de 1956 e em uma conferência da Califórnia em abril de 1965 que reuniu os principais educadores internacionais da época e teve como tema “A democracia e as suas relações criativas na educação: novas fronteiras para a cooperação internacional”. No artigo e nos eventos, o pensador afirmava que a educação pública era o maior meio de conseguir a democracia, com a participação de professores, alunos, pais e dirigentes na definição dos rumos da educação.
Também defendeu esse ideal de forma específica sobre a formação de professores, no artigo intitulado O problema de formação do magistério. Nesse trabalho, o filosófo afirmava que o sistema educacional brasileiro possuía uma dualidade, ou seja, tinha uma parte destinada à educação da elite e outra parte destinada à educação do mais pobres e da classe média emergente. De acordo com ele, isso prejudicava a capacitação dos professores para garantir uma educação democrática e universal.
Além de defender a democracia dentro das escolas, Anísio Teixeira viu ainda a necessidade de incluí-la nas universidades. Juntamente com Darcy Ribeiro, criou a Universidade de Brasília (UnB) em 1962. Com o regime militar instituído no Brasil em 1964, a Universidade de Brasília passou a sofrer muitos ataques e Anísio Teixeira foi cassado. Nesse ínterim, ele foi convidado para ser consultor da comissão encarregada de elaborar o plano de desenvolvimento da Universidade do Chile pelo reitor da mesma. Essa experiência resultou em quatro trabalhos: A autonomia universitária da América Latina; A Universidade do Chile e a sua expansão; A expansão da Universidade do Chile e as Inovações que Sugere seu Próprio Crescimento e A Política de Admissão que a Expansão da Universidade do Chile Estaria a Recomendar, os quais foram lidos por Anísio em uma sessão do Conselho Federal de Educação em março de 1967, a fim de influenciar, de maneira subliminar, a volta da democracia nas universidades brasileiras. 

Apreensão de livros na Universidade de Brasília (UnB) durante o golpe militar de 1964, razão pela qual Anísio Teixeira foi cassado e desligado da fundação.

Como resultado de seus esforços, atualmente a gestão democrática do ensino público é consagrada como um princípio educacional no artigo segundo da Lei de Diretrizes e Bases da Educação Nacional.

### Ideal de municipalização do ensino
Anísio Teixeira defendeu seu ideal de municipalização do ensino nos artigos A Crise Educacional Brasileira, Municipalização do Ensino Primário, Bases Preliminares para o Plano de Educação Referente ao Fundo Nacional do Ensino Primário, Sugestões para o Planejamento da Educação nos Territórios e Interpretação do Artigo 15 da Lei de Diretrizes e Bases.
Foi no artigo A crise Educacional Brasileira que Anísio Teixeira mencionou pela primeira vez seu ideal de municipalização do ensino, que seria uma das dez medidas prioritárias propostas por ele nesse trabalho para melhorar a educação pública.
Em sua tese Municipalização do Ensino Primário, apresentada no Congresso Nacional de Municipalidade, defendeu que a escola municipal tem uma relação muito maior com a comunidade local do que a escola estadual.
No estudo Bases Preliminares para o Plano de Educação Referente ao Fundo Nacional do Ensino Primário, afirmou que a educação deve ser serviço prestado não só pela União e pelos estados, mas também pelos municípios, e reforçou sua ideia de que as escolas municipais são mais integradas à comunidade.
No artigo Sugestões para o Planejamento da Educação nos Territórios, de 1966, Anísio Teixeira, já no Conselho Federal de Educação, deu sugestões para o planejamento do sistema de educação municipal, pois, segundo ele, cada município deveria fazer seu próprio planejamento, já que cada um tem suas particularidades, então a ele só caberia dar sugestões para isso. Dentre essas sugestões, estavam a fundação de uma sede própria para a administração local, a fim de garantir mais autonomia, e a criação de um centro de comunidade, onde os cidadãos pudessem se informar e obter apoio referente a diversos serviços, como transporte, educação, saúde, trabalho e habitação.
Em março de 1967, um mês antes de deixar o Conselho Federal de Educação, escreveu o estudo Interpretação do Artigo 15 da Lei de Diretrizes e Bases, destacando na lei o espírito dos princípios de autonomia e descentralização.
Como resultado de seus reforços, em 1964 foi criado o primeiro Conselho Municipal de Educação do Brasil, no município de Estrela, no Rio Grande do Sul. A partir de então, novos órgãos do tipo foram sendo criados em todas as regiões do país e, no ano de 2018, 4 771 cidades brasileiras (86% do total) já possuíam um Conselho Municipal de Educação, enquanto 799 municípios não apresentavam a entidade em seu sistema de ensino, segundo dados extraídos por relatório do sistema informatizado do Plano de Ações Articuladas (PAR). Os municípios que não tem Conselho Municipal de Educação próprio acabam tendo que depender dos Conselhos Estaduais de Educação e, por isso, o governo luta para que sejam criados mais Conselhos Municipais de Educação, fato que está definido na meta de número 19 do Plano Nacional de Educação (PNE) da seguinte forma: "estimular a constituição e o fortalecimento de conselhos escolares e conselhos municipais de educação, como instrumentos de participação e fiscalização na gestão escolar e educacional, inclusive por meio de programas de formação de conselheiros, assegurando-se condições de funcionamento autônomo".
Além disso, o ideal de municipalização do ensino de Anísio Teixeira tem influência até hoje pelo fato de os municípios, juntamente com os estados, o Distrito Federal e a União, ter seus deveres na prestação de serviços de ensino estabelecidos na Lei de Diretrizes e Bases da Educação Nacional.